# Live Era '87-'93
Live Era '87-'93 är ett dubbelalbum med blandade livelåtar från olika konserter mellan 1987 och 1993 med Guns N' Roses som släpptes 1999.
På den japanska versionen av skivan finns också en liveversion av låten "Coma" på skiva 2.

## Låtlista

### Skiva ett
1. "Nightrain" - 5:18
2. "Mr. Brownstone" - 5:42
3. "It's So Easy" - 3:28
4. "Welcome to the Jungle" - 5:08
5. "Dust N' Bones" - 5:05
6. "My Michelle" - 3:53
7. "You're Crazy" - 4:45
8. "Used to Love Her" - 4:17
9. "Patience" - 6:42
10. "It's Alright" - 3:07
11. "November Rain" - 12:29

### Skiva två
1. "Out Ta Get Me" - 4:33
2. "Pretty Tied Up (The Perils of Rock & Roll Decadence)" - 5:25
3. "Yesterdays" - 3:52
4. "Move to the City" - 8:00
5. "You Could Be Mine" - 6:02
6. "Rocket Queen" - 8:27
7. "Sweet Child O' Mine" - 7:25
8. "Knockin' on Heaven's Door" - 7:27
9. "Don't Cry" - 4:44
10. "Estranged" - 9:52
11. "Paradise City" - 7:21